# Saint-Sauveur-en-Puisaye
Saint-Sauveur-en-Puisaye es una localidad y comuna francesa situada en la región de Borgoña, departamento de Yonne, en el distrito de Sens y cantón de Saint-Sauveur-en-Puisaye.

## Demografía
| 1 078 | 1 003 | 1 071 | 1 283 | 1 561 | 1 459 | 1 687 | 1 872 | 1 775 | 1 846 | 1 928 | 1 920 | 1 816 | 1 780 | 1 847 | 1 788 | 1 866 | 1 725 | 1 727 | 1 687 | 1 461 | 1 431 | 1 388 | 1 329 | 1 356 | 1 209 | 1 190 | 1 187 | 1 193 | 1 149 | 1 005 | 939 | 954 |
| Para los censos de 1962 a 1999 la población legal corresponde a la población sin duplicidades (Fuente: INSEE [Consultar]) |       |       |       |       |       |       |       |       |       |       |       |       |       |       |       |       |       |       |       |       |       |       |       |       |       |       |       |       |       |       |     |     |